# Genteng (ort)
Genteng är en ort i Indonesien.   Den ligger i provinsen Jawa Timur, i den sydvästra delen av landet, 800 km öster om huvudstaden Jakarta. Genteng ligger 172 meter över havet och antalet invånare är 79 652.
Terrängen runt Genteng är lite kuperad.Runt Genteng är det mycket tätbefolkat, med 1 361 invånare per kvadratkilometer. Genteng är det största samhället i trakten. Trakten runt Genteng består till största delen av jordbruksmark.